# Лебяжье (Частоозерский район)
Лебяжье — деревня в Частоозерском районе Курганской области. До преобразования в январе 2022 года муниципального района в муниципальный округ входила в состав Сивковского сельсовета.

## История
До 1917 года входила в состав Лихановской волости Ишимского уезда Тобольской губернии. По данным на 1926 год состояла из 170 хозяйств. В административном отношении являлась центром Лебяжьевского сельсовета Частоозерского района Ишимского округа Уральской области.

## Население
| 1989 | 2002 | 2010 |
| ---- | ---- | ---- |
| 156  | ↗172 | ↘58  |

По данным переписи 1926 года в деревне проживало 729 человек (326 мужчин и 403 женщины), в том числе: русские составляли 100 % населения.